# Marvin Hinton
Marvin Hinton (født 2. februar 1940 i London, England) er en engelsk tidligere fodboldspiller (forsvarer). Han spillede for henholdsvis Charlton og Chelsea, og vandt FA Cuppen med Chelsea i 1970.

## Titler
FA Cup
- 1970 med Chelsea

Engelsk Liga Cup
- 1965 med Chelsea

Pokalvindernes Europa Cup
- 1971 med Chelsea